# 2011 UD412
2011 UD412 est un objet transneptunien de la ceinture de Kuiper, faisant partie des cubewanos.  

## Caractéristiques
2011 UD412 mesure environ 200 km de diamètre.